# Spinnenorchis
De spinnenorchis (Ophrys sphegodes, synoniem: Ophrys aranifera) is een Europese orchidee. Het is een soort van kalkgraslanden die in Wallonië zijn noordelijke grens bereikt.

## Naamgeving enetymologie
- Synoniem: Ophrys aranifera Huds., Ophrys crucigera Jacq.

Nederlands: spinnenorchis
- Frans: Ophrys araignée
- Engels: Spider Orchid, Early Spider Orchid
- Duits: Große Spinnen-Ragwurz

De Nederlandse en de botanische naam verwijzen beide naar de gelijkenis met een spin.

## Kenmerken

### Plant
De spinnenorchis is een tot 30 cm hoge orchidee. Het is een vaste plant die elk jaar vanuit ondergrondse knollen opnieuw een bloemstengel vormt. De bloemstengel is vrij robuust en draagt een ijle aar met maximaal tien bloempjes.

### Bladeren
Het bladrozet heeft enkele breed-lancetvormige en zilverachtig glimmende bladeren, die meestal al verwelkt zijn tijdens de bloei. De bloemstengel heeft ook nog twee stengelomvattende bladeren.

### Bloemen

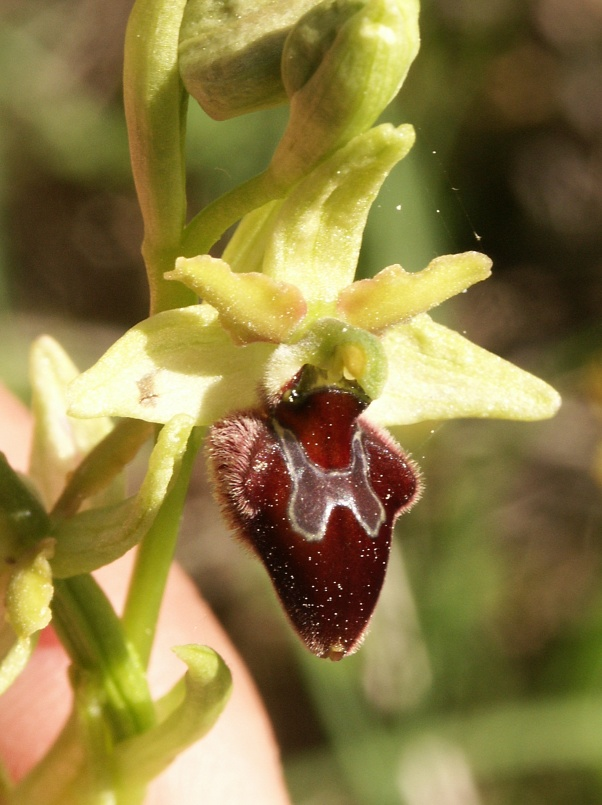
Spinnenorchis, bloem

De bloemen zijn typisch voor de spiegelorchissen, met geelgroen gekleurde kelk- en kroonbladen en een opvallend gekleurde lip. Die is bruin met een iets lichtere rand, meestal ongedeeld, langgerekt en hoekig met behaarde bultjes aan de zijkanten. Midden op de lip is een duidelijk h-vormig speculum, bruin of blauw met een witte rand. De holte onder het stigma is eenkleurig rood. Er is nauwelijks een aanhangseltje te zien. De lip lijkt van op een afstand wat op een spin.
De bloeitijd is eind april tot eind mei.

## Voortplanting
De spinnenorchis wordt bestoven door zandbijen uit het geslacht Andrena.
Voor details van de voortplanting, zie spiegelorchis.

## Habitat
De spinnenorchis houdt zoals de meeste spiegelorchissen van zonnige, droge kalkrijke gronden: kalkgraslanden, schrale berm en ongebruikte wijngaarden.

## Voorkomen
De spinnenorchis komt voor in gematigde en warme zones van Europa, vanaf West-Europa over Midden-Europa tot in het Middellands Zeegebied. Hij bereikt zijn noordelijke grens in Wallonië.
In België was de soort bekend van enkele plaatsen in Wallonië, maar is daar nu waarschijnlijk uitgestorven. Maar hij is nog in vrij grote aantallen te vinden net over de grens met Frankrijk, zodat herkolonisatie zeker mogelijk is. De soort komt in Nederland en Vlaanderen niet voor.

## Verwante en gelijkende soorten
Binnen het geslacht van de spiegelorchissen heeft de spinnenorchis een nauwe verwant, de vroege spinnenorchis (Ophrys araneola), die enkel zuidelijker voorkomt. Onderscheid is mogelijk door de kleinere bloemen met een lip met duidelijk gele rand, en de vroeger bloeitijd van deze laatste.
Verder kan de spinnenorchis onderscheiden worden van andere in Europa voorkomende spiegelorchissen zoals de vliegenorchis (Ophrys insectifera), de bijenorchis (Ophrys apifera) en de hommelorchis (Ophrys holoserica) door de altijd geelgroene bloemdekbladen en het zeer kleine aanhangsel.
De spinnenorchis is overigens een zeer variabele soort waarvan veel variëteiten en ondersoorten worden onderscheiden, waarvan sommige door bepaalde taxonomen ook als soort zijn beschreven.

## Bedreiging en bescherming
De belangrijkste bedreiging is het verlies van hun habitat (kalkgraslanden) door omzetting naar landbouwgronden en door bemesting.
In België staat de soort op de lijst van wettelijk beschermde planten in België. Op de Vlaamse Rode Lijst (planten) wordt de spinnenorchis vermeld als ‘uitgestorven in Vlaanderen’.

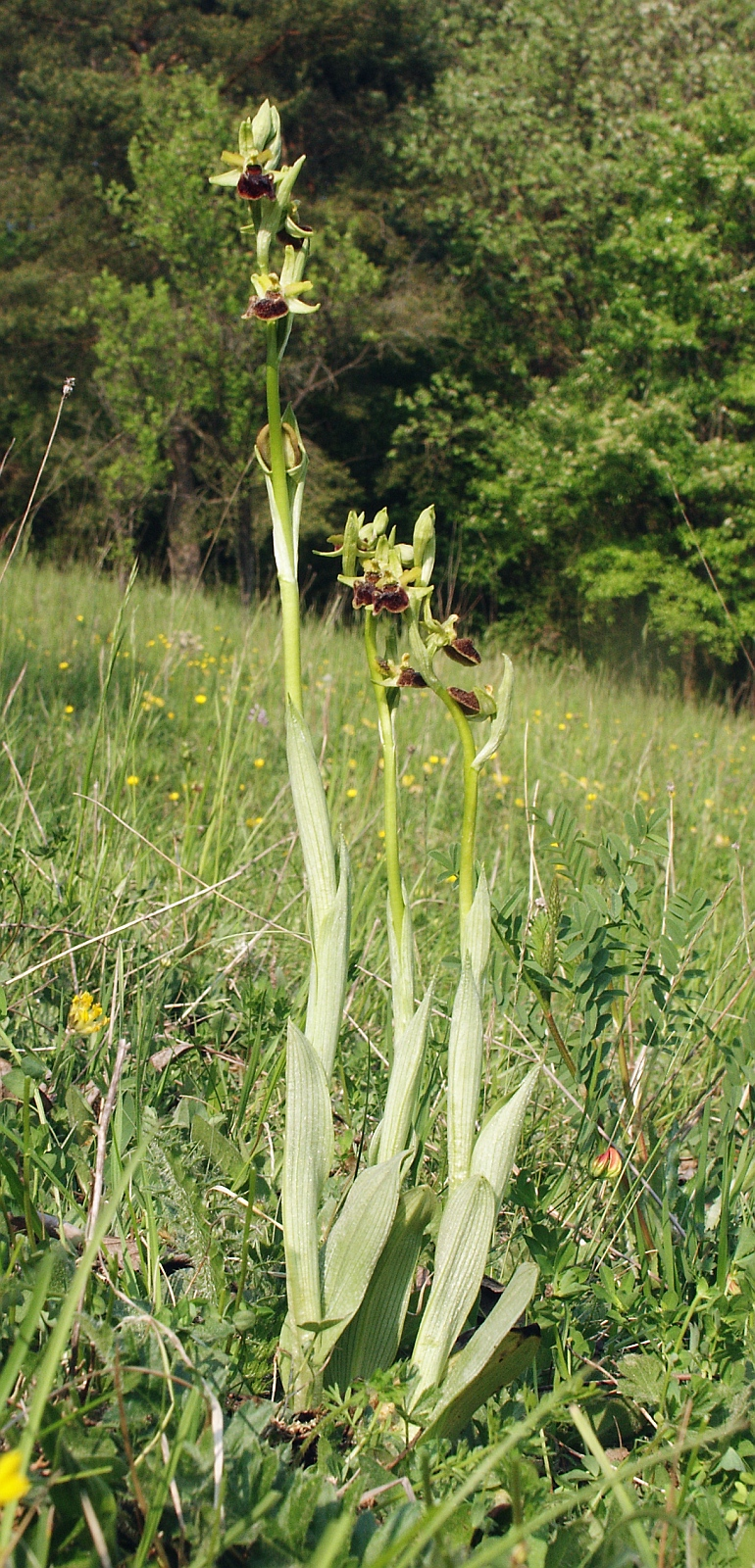
Spinnenorchis, Hohenlohe (Duitsland)